# Station Bogoniowice-Ciężkowice
Station Bogoniowice Ciężkowice is een spoorwegstation in de Poolse plaats Bogoniowice/Ciężkowice.